# Marko Vešligaj
Marko Vešligaj, né le 17 avril 1982 à Zagreb, est un homme politique croate du Parti social-démocrate.
Depuis 2013, il est maire de Pregrada. Il a précédemment été membre du Parlement croate de 2016 à 2020. De 2005 à 2009, il a été membre de l'assemblée du comitat de Krapina-Zagorje, et de 2007 à 2011, il a été président du Forum de la jeunesse du SDP dans ce comitat.
En septembre 2024, à la suite du décès de Predrag Matić, il devient député européen.